# Robert Schmidt-Hamburg
Robert Schmidt-Hamburg, geboren als Robert Franz Schmidt (* 5. April 1885 in Berlin; † 15. April 1963 in Laboe) war ein deutscher Marinemaler.

## Leben

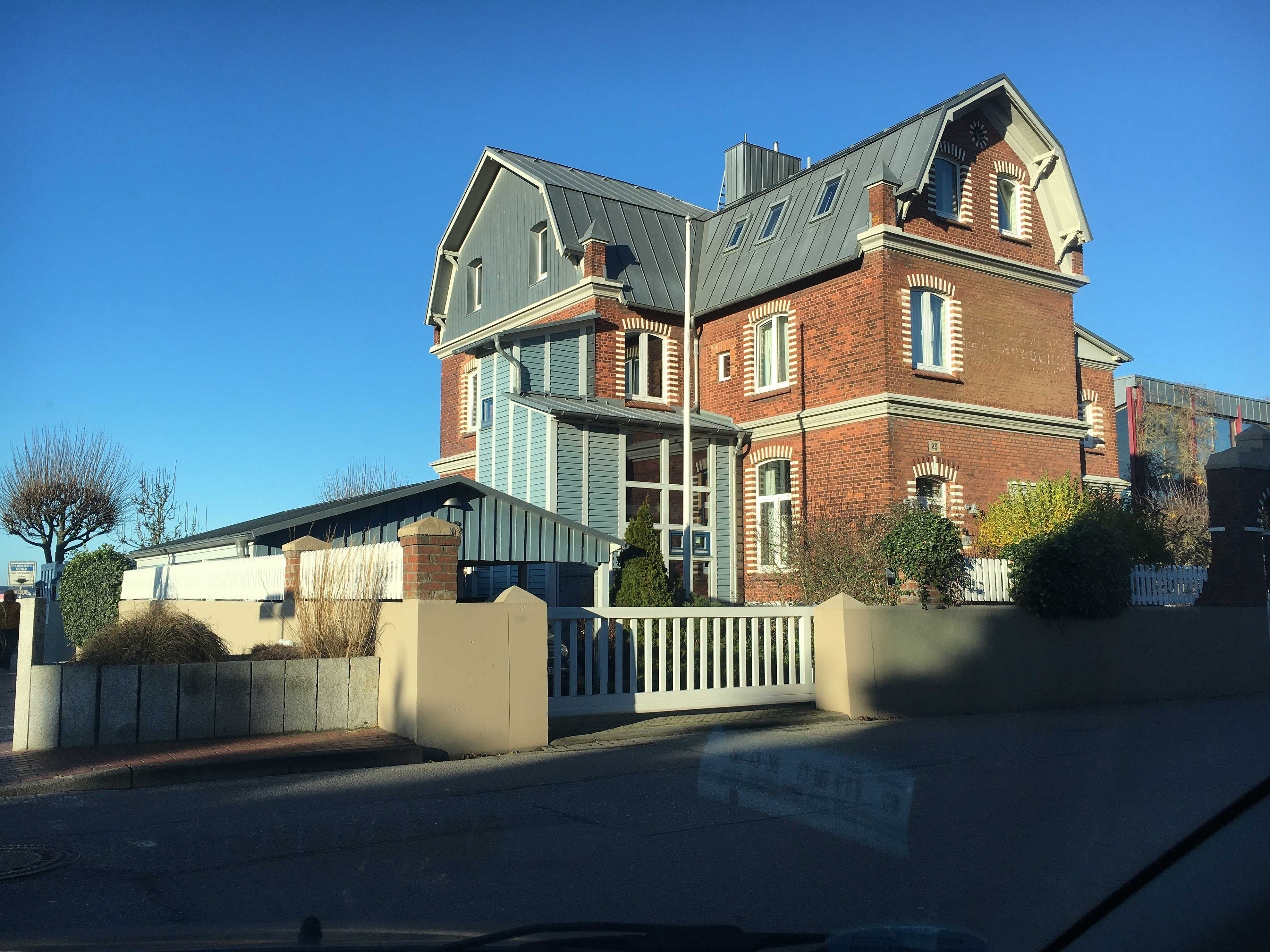
Die Villa des Marinemalers Robert Schmidt-Hamburg in Laboe

Als Sohn eines Berliner Korbmachermeister geboren, nahm Robert Schmidt erst Anfang des 20. Jahrhunderts, aus Liebe zu der Stadt Hamburg, den Namenszusatz „Hamburg“ an. Er war wie viele seiner berühmten Malerkollegen (z. B. Willy Stöwer oder Hans Bohrdt) Autodidakt und unternahm zu Studienzwecken zwischen 1901 und 1914 insgesamt 17 Seereisen. 72 Monate befand er sich als Matrose und Steurer auf See und lernte große Teile der Welt kennen, insbesondere die afrikanische Küste. Er skizzierte und malte Häfen, Küsten, die See und Schiffe vor der Natur.
1910 mietete er in Berlin-Moabit ein Atelier an und betätigte sich als Restaurator wertvoller Gemälde.

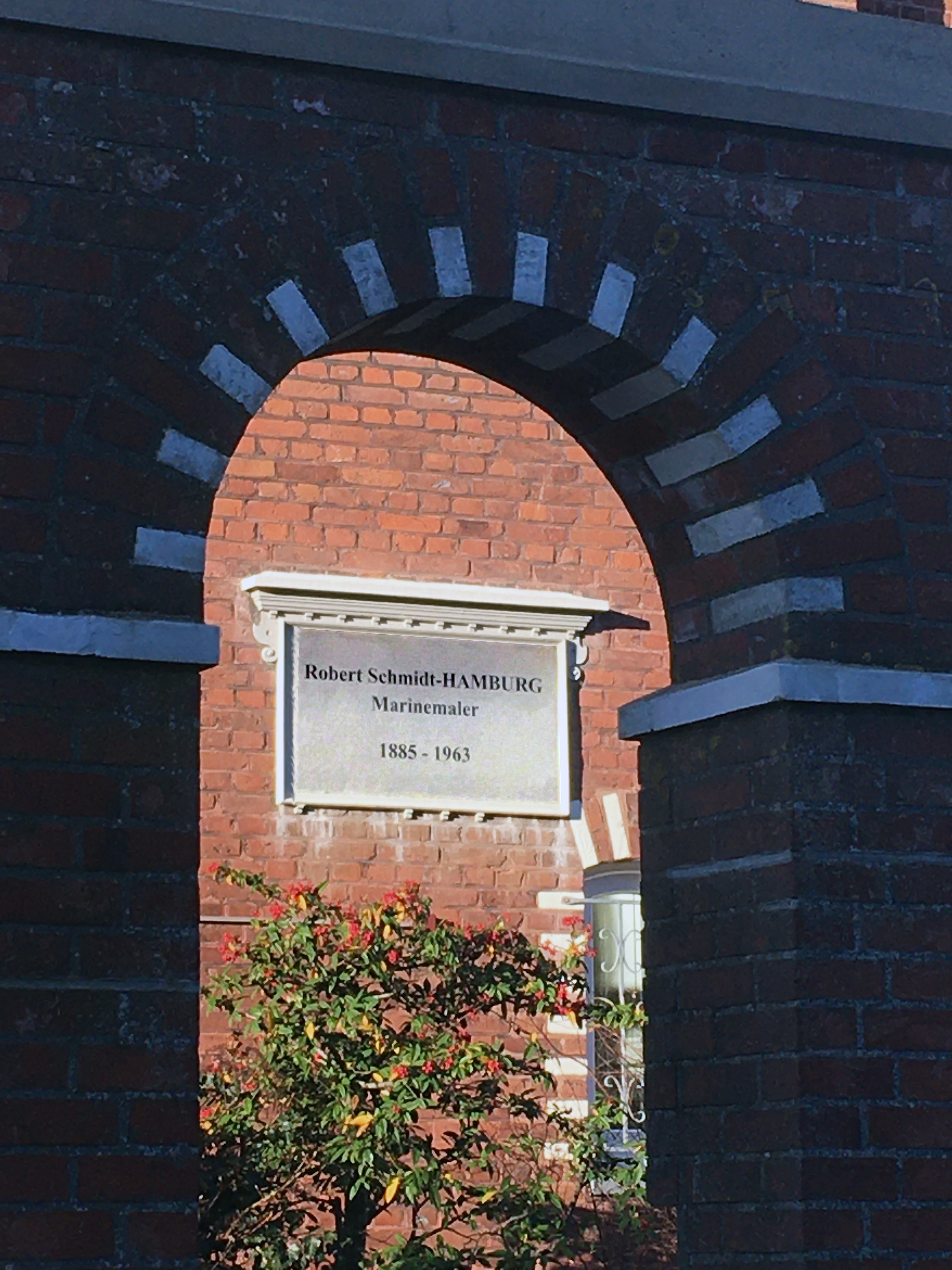
Gedenktafel am Wohnhaus in Laboe.

Im Ersten Weltkrieg meldete er sich als Freiwilliger bei der Kaiserlichen Marine und befand sich bis März 1916 an Bord der Lothringen, nahm aber nicht an Kriegshandlungen teil. Sein Talent wurde schnell erkannt und er wurde zur Illustration des Seekrieges und der Kaiserlichen Marine eingesetzt. Er unterhielt ab 1916 ein Atelier in Kiel, in dem er, immer noch im Dienst der Marine befindlich, seiner Tätigkeit als Marinemaler und Illustrator für diverse Zeitungen und Zeitschriften nachging.
Anfang der 1920er Jahre zog er nach Laboe. Zwischen den beiden Weltkriegen begann seine große Schaffensperiode. Sein Schwerpunkt lag bei der Illustration der Passagier- und Handelsschifffahrt, insbesondere deren Wiederaufbau. In den 1930er Jahren begann eine sehr erfolgreiche Zusammenarbeit mit dem Norddeutschen Lloyd in Bremen, für den er u. a. sehr umfangreich maritime Motive für Drucksachen aller Art (wie z. B. Postkarten oder Schiffsspeisekarten) anfertigte. So war er bei der Jungfernfahrt des Lloyd-Dampfers Bremen nach New York dabei und illustrierte die erfolgreiche Fahrt.

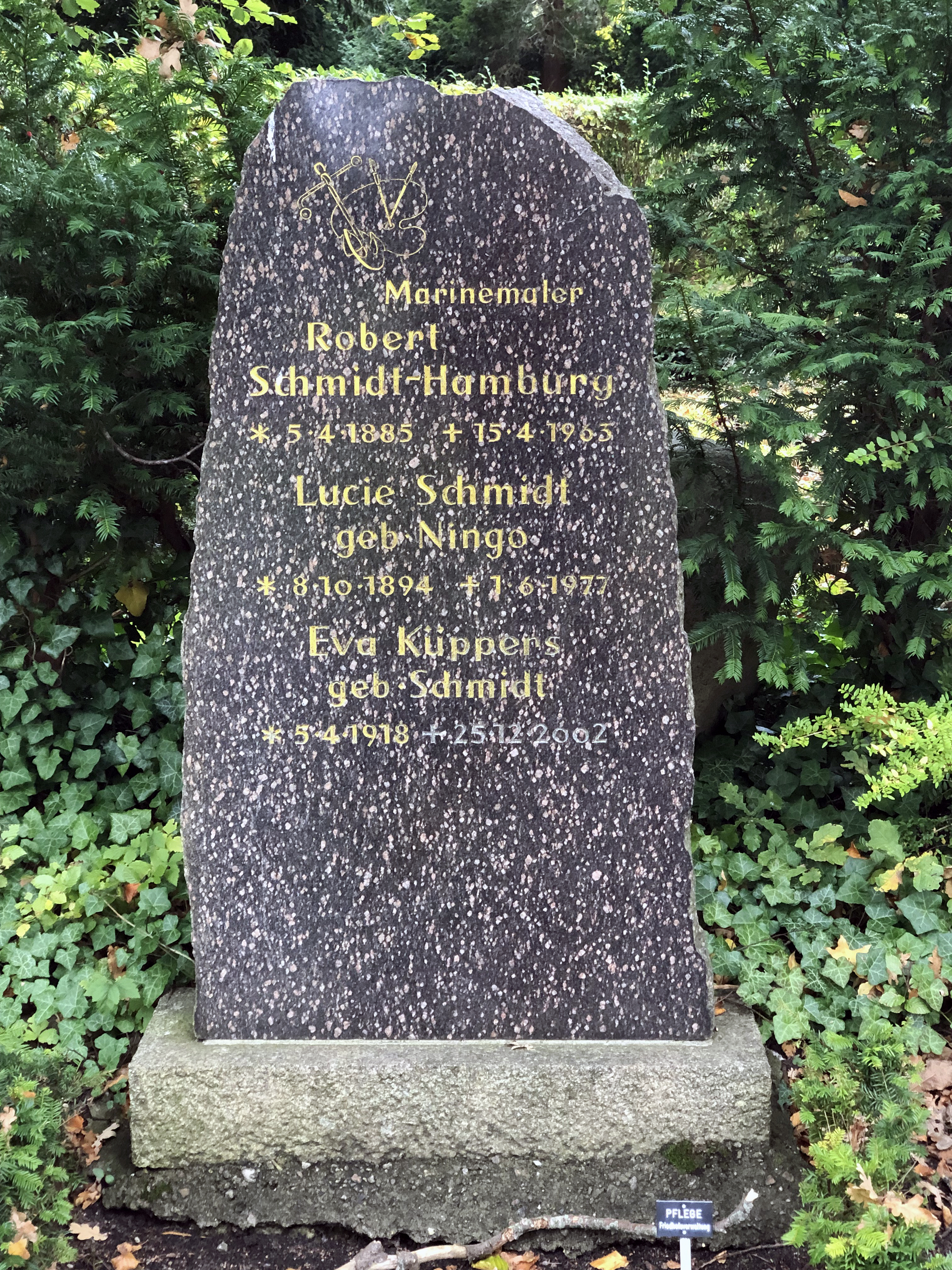
Grabmal Robert Schmidt-Hamburgs und seiner Familie auf dem Laboer Friedhof.

Ein weiterer Schwerpunkt war die Erstellung von Zigaretten-Sammelbilderalben, für die er mehr als 1.000 Motive lieferte.

## Ausstellungen
- Der Maler Robert Schmidt-Hamburg – ein Chronist der deutschen Seefahrtsgeschichte – 16. Juni – 29. Oktober 2017 im Stadtmuseum Warleberger Hof in Kiel.